# Нинко Петровић
Нинко Петровић (Белотић, код Крупња, 18. октобар 1896 — Београд, 30. март 1981) био је српски адвокат и градоначелник Београда.

## Биографија
Рођен у Белотићу 18. октобра 1896. године, Нинко Петровић је основну школу је завршио у Белотићу (општина Осечина), а потом је похађао гимназију у Шапцу. 
После завршених шест разреда гимназије, у јесен 1915. године мобилисан је у Ђачку чету са којом се крајем исте године повукао преко Албаније у Грчку. После краће војне обуке упућен је на Солунски фронт, где је 1916. године учествовао у борбама у саставу Првог пешадијског пука Моравске дивизије као поднаредник-ђак. По наређењу из команде заједно са другим „ђацима” упућен је у грчки град Волос, где је похађао седми и осми разред гимназије и успешно положио матурски испит. Убрзо након матурирања се вратио на Солунски фронт, и то у моменту најинтензивнијих борби и његовог пробоја, након којих се коначно после дуже времена поново вратио у Србију и родни крај. 
Током рата убијен му је отац, двојица старије браће и брат од стрица. Упркос томе, успео је заврши Правни факултет у Београду 1922. године. Бавио се адвокатуром и другим службеничким пословима, а 1930. године био је један од оснивача и уједно секретар Удружења „Солунске ђачке чете”.
У току Великог рата Петровић је писао дневник и разне записе, на чијем сабирању је радио пред крај свог живота.
Овако је изгледао предговор прве верзије његових сећања чија је линија подударна и са свим осталим записима.  С том, по многим проценама, изванредном шареницом покуцао је седамдесетих година прошлог века на врата два највећа српска и југословенска издавача „Просвете” и „Нолита” нудећи свој дневник, односно ратне мемоаре под називом „Из трагичних дана Србије 1914–1918”. Рукопис је врло радо прихваћен, али никада није штампан нити касније враћен аутору. Чак су и копије биле изгубљене. Захваљујући примерку који је сачувала његова сестра Олга, Петровићеви земљаци су 2010. године штампали хронику на 220 страна.
У предговору књиге уредник мр Бранко Матић, професор на Високој пословној школи у Ваљеву, наглашава да Петровићев опис догађаја има посебан значај и тежину зато што их приказује из угла појединца, што је веома важно за разумевање многих догађаја из Великог рата.
У Априлском рату 1941. године као капетан прве класе био је командир противавионске и противтенковске митраљеске чете на Пиротском фронту на којем бива заробљен и одведен у логор. После ослобођења од 1946. до 1951. године биран је на место председника Извршног народног одбора Београда, што је данас у рангу градоначелника. Због тога у његовој биографији између осталог стоји и да је био први изабрани градоначелник Београда. За његова мандата изграђени су значајни привредни и културни објекти у Београду и започета изградња Новог Београда. 
Носилац је више ордена и медаља, али је увек посебно истицао Албанску споменицу. Поред Ордена заслуга за народ првог реда добитник је и једног пољског и два француска одликовања.
Петровић је умро 30. марта 1981. године и сахрањен је на Новом гробљу у Београду.